# Tabaré Silva
Tabaré Abayubá Silva Aguilar (ur. 30 sierpnia 1974 w Mercedes) – urugwajski piłkarz występujący na pozycji lewego obrońcy, reprezentant Urugwaju, trener piłkarski, od 2025 roku prowadzi Cerro.